# Micheil Kadžaija
Micheil Kadžaija (* 21. července 1989 Cchaltubo) je gruzínský zápasník–klasik, který od roku 2017 reprezentuje Srbsko.

## Sportovní kariéra
Zápasení se věnoval od 13 let v rodném Cchaltubo. Pod vedením Demura Kirtavy se později specializoval na řecko-římský styl. Vrcholově se připravoval v Tbilisi pod vedením Zazy Silagadzeho. V širším výběru gruzínské mužské reprezentace se pohyboval od roku 2010 ve váze do 96 kg po boku mladšího bratra Irakliho. V roce 2012 s bratrem prohráli nominaci na olympijské hry v Londýně se Soso Džabidzem.
Po druhém neúspěchu v gruzínské olympijské nominaci v roce 2016 se v roce 2017 rozhodl přijmout nabídku Srbska – v rámci týmových soutěží hostoval po Evropě v různých klubech ve Francii (CPB Besançon) v německé bundeslize a také ve vojvodinském Zrenjaninu, kde ho oslovil s nabídkou na reprezentaci srbský předseda svazu Željko Trajković. Gruzínští představitelé mu v odchodu nebránili a vyhnul se tak nepříjemnému dvouletému čekaní na start za novou zemi. V roce 2019 se třetím místem na mistrovství světa v Nursultanu (Astaně) kvalifikoval na olympijské hry v Tokiu.

## Výsledky
| Olympijské hry     |    |   |     | — |     |    |     |  |  |  |  |  |  |  |  |  |  |  |  |  |  |
| Mistrovství světa  | —  | — | úč. |   | úč. | 3. | 3.  |  |  |  |  |  |  |  |  |  |  |  |  |  |  |
| Evropské hry       |    |   | úč. |   |     |    | úč. |  |  |  |  |  |  |  |  |  |  |  |  |  |  |
| Mistrovství Evropy | —  | — | úč. | — | úč. | 2. | úč. |  |  |  |  |  |  |  |  |  |  |  |  |  |  |
| Univerziáda        | 3. |   |     |   |     |    |     |  |  |  |  |  |  |  |  |  |  |  |  |  |  |